# Barbara Mikulski
Barbara Ann Mikulski, född 20 juli 1936 i Baltimore, Maryland, är en amerikansk demokratisk politiker. Hon var ledamot av USA:s representanthus 1977–1987 och ledamot av USA:s senat 1987–2017.
Mikulski utexaminerades 1958 från Mount St. Agnes College. Hon studerade vidare vid University of Maryland. Hon var sedan verksam som socialarbetare och som lärare vid en högskola. Hon efterträdde 1977 Paul Sarbanes som kongressledamot. Senator Charles Mathias kandiderade inte till omval i senatsvalet 1986. Mikulski besegrade republikanen Linda Chavez och efterträdde sedan Mathias i senaten i januari 1987.
Mikulski är katolik av polsk härkomst.